# Norman Hunter
Norman Hunter (født 29. oktober 1943 i Gateshead, England, død 17. april 2020) var en engelsk fodboldspiller og træner, der som midterforsvarer på det engelske landshold var med til at vinde guld ved VM i 1966 på hjemmebane. Han kom dog ikke på banen i turneringen. Senere deltog han også ved både EM i 1968 og VM i 1970.
Hunter var på klubplan tilknyttet Leeds United, Bristol City og Barnsley. Længst tid tilbragte han hos Leeds, hvor han var tilknyttet 14 sæsoner og var med til at vinde to engelske mesterskaber og nå finalen i Mesterholdenes Europa Cup i 1975.
Efter sit karrierestop gjorde Hunter karriere som træner og stod i spidsen for både Barnsley og Rotherham samt i en kort periode sin gamle klub Leeds.

## Titler
Engelsk 1. division
- 1969 og 1974 med Leeds United

FA Cup
- 1972 med Leeds United

Football League Cup
- 1968 med Leeds United

Charity Shield
- 1969 med Leeds United